# Liste von Denkmalen, Skulpturen und Ehrentafeln in Arnsdorf

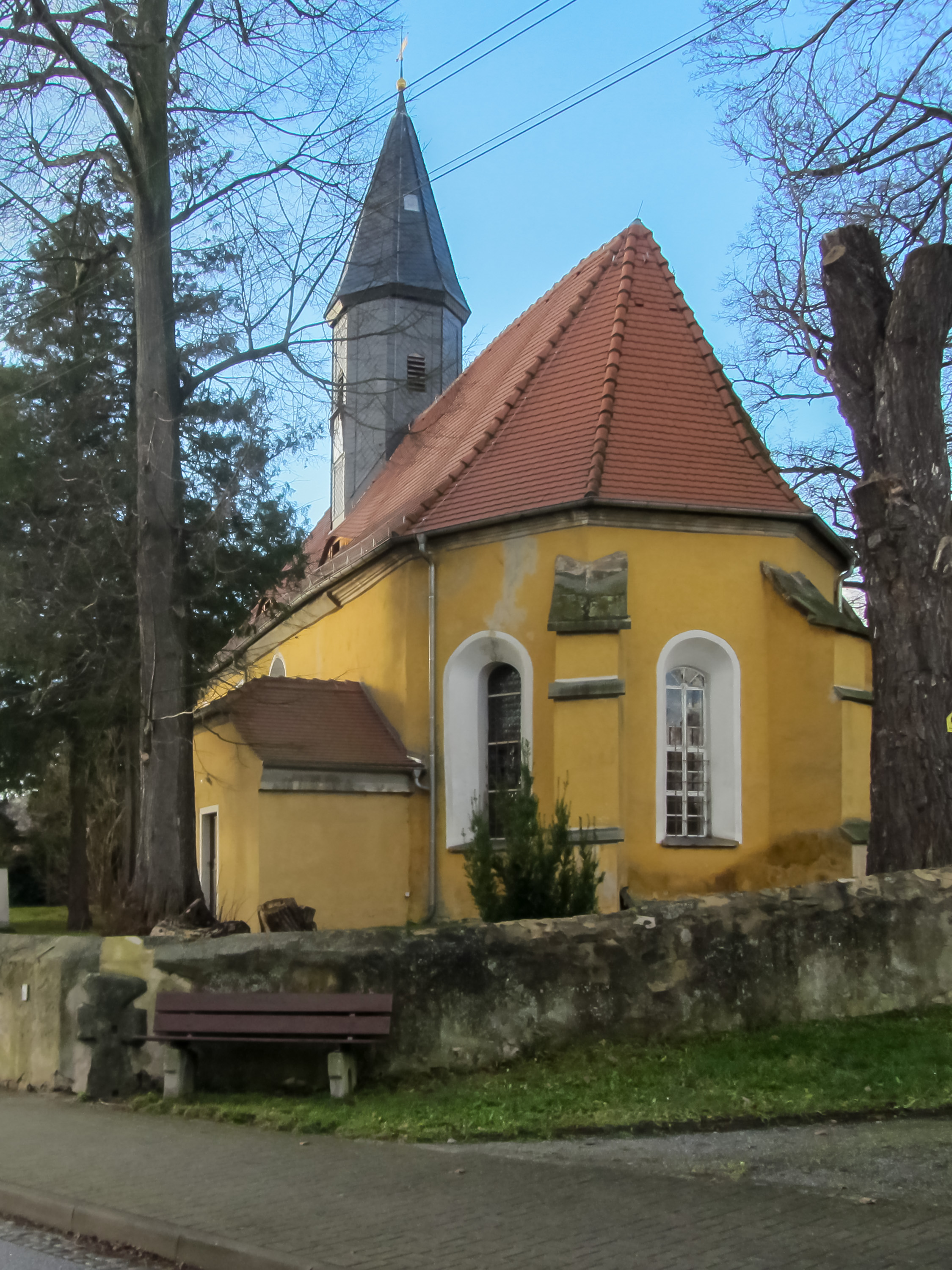
Dorfkirche Arnsdorf mit dem sogenannten Schwedenstein in der Mauer.

In der Liste von Denkmalen, Skulpturen und Ehrentafeln in Arnsdorf werden öffentlich zugängige Skulpturen, Plastiken, Reliefs, Tafeln und andere Kleindenkmale sowie öffentliche Kunstwerke in der sächsischen Gemeinde Arnsdorf und ihren Ortsteilen Fischbach, Kleinwolmsdorf und Wallroda aufgeführt, unabhängig davon, ob sie unter Denkmalschutz stehen oder nicht.

## Legende
- Bild: zeigt ein Foto des Denkmals, der Skulptur etc.
- Bezeichnung: nennt den offiziellen Namen des Denkmals, der Skulptur etc.
- Jahr: nennt das Jahr der Fertigstellung.
- Beschreibung: sonstige Informationen.
- Lage: zeigt die Lage des Denkmals, der Skulptur etc. in einer Landkarte an.

## Denkmale und Skulpturen nach Ortsteilen

### Arnsdorf
| Bild                                | Bezeichnung                         | Jahr              | Beschreibung | Lage  |
| ----------------------------------- | ----------------------------------- | ----------------- | --- | ----- |
| Schwedenstein                       | Schwedenstein                       | <1840             | Steinernes Kreuz in der Friedhofsmauer an der Dorfkirche, Schwedenstein genannt. Über den Ursprung gibt es verschiedene Legenden, etwa als Grabstelle aus dem Dreißigjährigen Krieg, als Dankopferstein oder als Bischofsstein. 1840 an den jetzigen Standort versetzt.                                                                 | Karte |
| Meilenstein                         | Meilenstein                         | zw. 1859 und 1866 | Königlich-Sächsischer Meilenstein. Ursprünglich wurde dieser Stein am alten Bahnhof in Fischbach errichtet, im Lauf der Jahre wurde er mehrfach saniert und vor die Schule in Arnsdorf versetzt. | Karte |
| Gedenktafel Karl August Müller      | Gedenktafel Karl August Müller      | 1877              | Gedenktafel am 1877 errichteten Gasthof „Zur guten Hoffnung“ für dessen Erbauer Karl August Müller. | Karte |
| Anstaltskirche · Anstaltskirche     | Reliefs an der Anstaltskirche       | 1912              | Reliefs an der Kirche des SKH Arnsdorf. Über der Eingangstür ist Christus dargestellt, der ihm von ihren Müttern gebrachte Kinder segnet, einer seiner Jünger steht abseits der Szene. An den Kirchenfenstern finden sich Reliefs mit den christlichen Symbolen Fisch, Taube, Kreuz und Kelch.                                          | Karte |
| C6 Südseite Relief                  | Relief                              | >1913             | Relief über dem südlichen Portal des Festsaalgebäudes (Haus C6) im SKH Arnsdorf. | Karte |
| Kriegerdenkmal                      | Kriegerdenkmal                      | >1918             | Denkmal für die Gefallenen und Vermissten Arnsdorfs des Ersten Weltkriegs an der Außenwand der Kirche. Nach 1945 mit einer Inschrift zum Gedenken an die Opfer des Zweiten Weltkriegs erweitert. | Karte |
| Gedenkstein Ernst Thälmann          | Gedenkstein Ernst Thälmann          | >1945             | Gedenkstein zu Ehren Ernst Thälmanns (1886–1944), das Denkmal war zu DDR-Zeiten ein Pionierobjekt der unteren Klassen der POS Kurt Schlosser Arnsdorf. | Karte |
| Gedenktafel                         | Gedenktafel                         | >1945             | Tafel im Eingangsbereich des Verwaltungsgebäudes des SKH Arnsdorf zum Gedenken an die Opfer der Euthanasie während der Zeit des Faschismus. | Karte |
| Gedenkstein                         | Gedenkstein                         | >1945             | Gedenkstein für Götz Eberhard Wagner, verschollen im Zweiten Weltkrieg in Elsaß-Lothringen, auf dem Tanneberg. | Karte |
| Ortsstein                           | Ortsstein                           | >1999             | Findling vor der Grundschule Arnsdorf, an dem metallene Wappen von Arnsdorf und den Ortsteilen Fischbach, Kleinwolmsdorf und Wallroda angebracht sind. | Karte |
| Elfriede Lohse-Wächtler-Gedenkstein | Elfriede Lohse-Wächtler-Gedenkstein | 1999              | Gedenkstein für die Dresdner Malerin Elfriede Lohse-Wächtler, die 1932 in die Landes-Heil- und Pflegeanstalt Arnsdorf eingewiesen und 1940 in der Tötungsanstalt Pirna-Sonnenstein ermordet wurde. Mit der Enthüllung des Steins wurde das Gebäude B3 des Sächsischen Krankenhauses Arnsdorf in Elfriede Lohse-Wächtler-Haus umbenannt. | Karte |
| Kriegsgräberstätte                  | Kriegsgräberstätte                  | 2005              | Anlage auf dem Gelände des SKH Arnsdorf, bestehend aus 12 Granitsäulen und 6 Einzelgrabmalen. Insgesamt sind 160 Namen von Opfern angegeben. Die Kriegsgräberstätte wurde 2005 komplett neu gestaltet. | Karte |
| Schutzengel                         | Schutzengel                         | 2013              | Holzfigurengruppe vor dem Haus Birke und dem Garten der Sinne auf dem Gelände des Sächsischen Krankenhauses Arnsdorf. | Karte |

### Fischbach
| Bild                               | Bezeichnung                        | Jahr  | Beschreibung | Lage  |
| ---------------------------------- | ---------------------------------- | ----- | --- | ----- |
| Gedenktafel Johann Joachim Kändler | Gedenktafel Johann Joachim Kändler |       | Gedenktafel aus Meißner Porzellan am Pfarrhaus, dem Geburtshaus von Johann Joachim Kändler (1706–1775). Kändler zählte zu den bedeutendsten Porzellanmodelleuren in der Meißner Manufaktur.                                                                               | Karte |
| Wegestein                          | Grenzstein / Wegestein             |       | Grenz- und Wegestein an der Bundesstraße 6, gegenüber dem Gasthof „Schwarzes Roß“ gelegen. Trägt neben Wegweisern die Aufschrift Dorf Fischbach 1837. | Karte |
| Wegestein                          | Wegestein                          |       | Wegestein im Karswald, Beschriftung Dittersbach und Kleinwolmsdorf. | Karte |
| Tittmannstein                      | Tittmannstein                      | >1889 | Gedenkstein für Ernst Gustav Tittmann im Karswald westlich von Fischbach. Tittmann war von 1859 bis 1889 Oberförster in Fischbach. Die eingemeißelte Inschrift auf dem Granitfindling lautet: E. G. T. 1859–1889.                                                         | Karte |
| Kriegerdenkmal                     | Kriegerdenkmal                     | >1918 | Kriegerdenkmal mit Skulptur eines Soldaten zur Erinnerung an die Fischbacher Opfer des Ersten Weltkriegs. Wurde mit einer steinernen Gedenkplatte für die Opfer des Zweiten Weltkriegs ergänzt.                                                                           | Karte |
| Richterstein                       | Richterstein                       | >1918 | Gedenkstein für den Forstanwärter Alfred Richter, gefallen im Ersten Weltkrieg 1918 bei Morisel in Frankreich. Der etwa zwei Meter hohe Granitfindling befindet sich im Karswald südwestlich von Fischbach, direkt an der Bundesstraße 6.                                 | Karte |
| OdF-Gedenkstätte                   | OdF-Gedenkstätte                   | 1945  | Gedenkstätte für die Opfer des Faschismus auf dem Fischbacher Friedhof. In dem Gemeinschaftsgrab sind sechs Häftlinge, die am 22. April 1945 auf einem Todesmarsch in das KZ Theresienstadt in der Nähe der Kirche ermordet wurden, sowie ein polnischer Soldat begraben. | Karte |
| Skulptur                           | Skulptur                           | 2002  | Hufeisenskulptur vor der Kirchenmauer mit Gedenkplakette, anlässlich des zehnjährigen Bestehens des Traditions- und Schützenvereins Fischbach im Jahr 2002 errichtet. | Karte |

### Kleinwolmsdorf
| Bild                           | Bezeichnung                    | Jahr  | Beschreibung | Lage  |
| ------------------------------ | ------------------------------ | ----- | --- | ----- |
| Jubeleiche                     | Jubeleiche                     |       | Gedenktafel zur Pflanzung der „Jubeleiche“ durch den Militärverein am 2. September 1895. | Karte |
| Wegestein                      | Wegestein                      |       | Wegestein an der Bahnbrücke Alte Arnsdorfer Straße. | Karte |
| Wegestein                      | Wegestein                      |       | Wegestein am Abzweig nach Wallroda. | Karte |
| Wegestein                      | Wegestein                      |       | Wegestein am Dorfteich am Abzweig Dittersbacher Straße. | Karte |
| Sühnekreuz                     | Sühnekreuz                     | >1606 | Soll an einen Mordfall aus dem Jahr 1606 erinnern, wurde mehrfach versetzt. An einer Seite ist ein Schwert abgebildet. | Karte |
| Kriegerdenkmal                 | Kriegerdenkmal                 | >1918 | Ehrenmal für die Gefallenen des Ersten Weltkriegs. Das Denkmal zeigt einen sitzenden Krieger mit Schwert, am Sockel befindet sich ein Relief, das einen von einem Pfeil durchbohrten Greifvogel darstellt. 2014 wurde das Ehrenmal umfassend saniert. Gepflegt wird die Anlage durch den Dorf- und Heimatverein Kleinwolmsdorf. | Karte |
| Geschwister-Scholl-Gedenkstein | Geschwister-Scholl-Gedenkstein | 1967  | Zur Erinnerung an die Geschwister Scholl, ursprünglich für das Schulgelände gedacht, da die Kleinwolmsdorfer Schule den Namen Geschwister Scholl bekommen sollte. Aufgrund dessen, dass der Name nicht verliehen wurde, wurde der Stein am heutigen Platz aufgestellt.                                                          | Karte |

### Wallroda
| Bild           | Bezeichnung    | Jahr  | Beschreibung | Lage  |
| -------------- | -------------- | ----- | --- | ----- |
| Wegestein      | Wegestein      |       | Wegestein am Ortsausgang in Richtung Kleinröhrsdorf.                                                                                             | Karte |
| Kriegerdenkmal | Kriegerdenkmal | >1918 | Dreiteiliges Mahnmal zum Gedenken an die Opfer des Ortes im Ersten Weltkrieg, an der nördlichen Kirchenfassade angebracht.                       | Karte |
| Gedenkstein    | Gedenkstein    | >1945 | Gedenkstein für drei sowjetische Häftlinge aus dem Arbeitserziehungslager Radeberg, die auf einem Todesmarsch unweit der Kirche ermordet wurden. | Karte |
| Gedenkstein    | Gedenkstein    | >1945 | Gedenkstein für die Wallrodaer Opfer des Zweiten Weltkriegs. Gepflegt wird die Anlage durch den Jugendclub Wallroda.                             | Karte |